# Eleanor Burford
Pour les articles homonymes, voir Burford (homonymie) et Hibbert (homonymie).
Eleanor Alice Hibbert née Burford (1er septembre 1906 à Kensington, Angleterre - 18 janvier 1993 en mer, entre la Grèce et l'Égypte) était une écrivaine britannique auteur de 200 romans historiques, la plupart écrits sous le nom de plume de Jean Plaidy, qui a vendu 14 millions d'ouvrage au jour de sa mort. Elle a choisi d'utiliser plusieurs pseudonymes en raison des différents genres traités dans ses livres ; les plus connus, en dehors de Jean Plaidy sont Victoria Holt et Philippa Carr ; moins connus sont ceux publiés sous les noms de Eleanor Burford, Elbur Ford, Kathleen Kellow, Ellalice Tate et Anna Percival. Peu de lecteurs ont pu suspecter qu'ils ne formaient qu'une seule et même identité.

## Œuvre traduite en français

### Sous son nom d' Eleanor Burford
- Le Secret du manoir, (When other hearts, 1955), traduction: Martine Cadieu, Les Éditions mondiales, coll. « Intimité », no 81, Paris, 218 p., 1957

### Sous le pseudonyme de Jean Plaidy
- Marie Stuart, Femme et Reine, (The Royal Road to Fotheringay, 1955), traduction: Michèle du Colombier, Éditions Robert Laffont, coll. « Couleurs du temps passé », Paris, 474 p., 1956; rééditions: Éditions Gérard & Cie, coll. « Marabout géant », no 98, Verviers, 441 p., 1959; Éditions Walter Beckers, coll. « du XXe siècle », Anvers, 376 p., 1970
- La princesse délaissée, Catherine de Médicis et Diane de Poitiers, (Madame Serpent, 1951), traduction: Anne de Cambiasy,Éditions Robert Laffont, coll. « Couleurs du temps passé », Paris, 409 p., 1957 puis 1976
- Les reines rivales, Catherine de Médicis et Jeanne d'Albret, (The Italian Woman, 1952), Éditions Robert Laffont, Paris, 346 p., 1958 puis 1976
- La Reine triomphante, les plus glorieuses années de Catherine de Médicis, (Queen Jezebel, 1953), Éditions Robert Laffont, Paris, 388 p., 1958 puis 1976
- Le Bonheur m'attend à Sydney, Éditions Robert Laffont, Paris, 458 p., 1958
- Lucrèce Borgia, (Light on Lucrezia, 1958), traduction: Suzanne Guérin, Éditions Robert Laffont, Paris, 379 p., 1960 puis 1992; rééditions: Éditions Sélection des Amis du Livre, Strasbourg, 1960; Éditions Club du Livre à Succès, Québec, 377 p., 1960 puis 1962 (version brochée); Éditions Gérard & Cie, coll. « Bibliothèque Marabout », no 330, série « Amours illustres », postface (hors pagination): À l'époque des poisons par le professeur Adalberto Pazzini, directeur de l'Institut d'Histoire de la Médecine à l'Université de Rome, 467 p., 1969; Éditions Walter Beckers, coll. « du XXe siècle », Anvers, 417 p., 1969
- Les yeux de Mélisande, (It Began in Wauxhall Gardens, 1955), traduction Claudia Olivier, Les Éditions mondiales, coll. « Intimité », no 289, Paris, 220 p., 1970

### Sous le pseudonyme de Victoria Holt
- La châtelaine de Mont-Mellyn, (Mistress of  Mellyn, 1960), traduction: France-Marie Watkins, Éditions Presses de la Cité, Paris, 285 p., 1960; réédition: coll. « Presses Pocket », no 77, 251 p., 1963 puis 1989
- La lande sans étoiles
- La mariée de Pendorric
- La septième vierge
- Menfreya
- Destin de Reine
- La femme secrète
- La maison aux mille lanternes
- La porte du rêve
- Les blanches dames
- L'orgueil du paon
- Le galop du diable
- La dame aux émeraudes
- La nuit de la septième lune
- Ma rivale, la reine
- La légende de la septième vierge
- Le masque de l'enchanteresse
- Sables mouvants
- Les sortilèges du tombeau égyptien

### Sous le pseudonyme de Philippa Carr
- Une femme venue de la mer, (The Witch from the Sea, 1975), traduction Denyse Renaud, Éditions Mondiales, coll. « Intimité », no 416, Paris, 222 p., 1981
- L'Echange (The Changeling)